# Oldham
Oldham este oraș și un Burg Metropolitan în cadrul Comitatului Metropolitan Greater Manchester în regiunea North West England. Pe lângă orașul propriu yis Oldham, mai conține și orașele Chadderton, Failsworth, Lees, Royton și Shaw and Crompton